# Українське Патріархальне Товариство
Украї́нське Патріарха́льне Това́риство в США — громадське угрупування в США, створене в 1965 з метою домагатися патріархального устрою Української Католицької Церкви на чолі з Верховним Архієпископом Йосипом Сліпим. Попередником організації був Комітет за створення Київсько-Галицького Патріархату, який постав у 1964 році з ініціативи Василя Качмара і Миколи Чубатого. Теперішня назва від 1979 року. Через те, що більшість перших членів руху належали до ОУНз у перші роки діяльності виник конфлікт із ОУН(б), який значною мірою політизував і церковну сферу.
УПТ висилало петиції, влаштовувало маніфестації і пропаґувало серед українців і чужинців ідеї патріархату і помісности, видає журнал «За Патріярхат» (з 1977 р. «Патріярхат») та інші видання.
Протягом своєї історії Товариство налічувало понад 30 відділів і близько 2500 членів. Головою УПТ в різні роки були В. Шебунчак, В. Пасічняк В. Качмар, 3. Ґіль, М. Навроцький, Б. Лончина, О. Пришляк, Р. Гайда.
Подібні товариства постали в Австралії, Аргентині, Бельгії, Канаді, Німеччині і Франції й разом створили Українське Патріархальне Світове Об'єднання. Через зменшення активності осередків поза США організація змінила свою назву на Українське Патріархальне Товариство в США. На сьогодні головою крайової управи Товариства в США є доктор Андрій Сороковський.